# Bethel (Minnesota)
Bethel es una ciudad ubicada en el condado de Anoka en el estado estadounidense de Minnesota. En el Censo de 2010 tenía una población de 466 habitantes y una densidad poblacional de 186,26 personas por km².

## Geografía
Bethel se encuentra ubicada en las coordenadas 45°24′13″N 93°16′30″O / 45.40361, -93.27500. Según la Oficina del Censo de los Estados Unidos, Bethel tiene una superficie total de 2.5 km², de la cual 2.34 km² corresponden a tierra firme y (6.31%) 0.16 km² es agua.

## Demografía
Según el censo de 2010, había 466 personas residiendo en Bethel. La densidad de población era de 186,26 hab./km². De los 466 habitantes, Bethel estaba compuesto por el 95.28% blancos, el 0.86% eran afroamericanos, el 0% eran amerindios, el 0.43% eran asiáticos, el 0.21% eran isleños del Pacífico, el 0.86% eran de otras razas y el 2.36% pertenecían a dos o más razas. Del total de la población el 2.15% eran hispanos o latinos de cualquier raza.